# Harm Dost
Harm Dost (Arnhem, 1948 – Brazilië, februari 2022) was een Nederlands softdrugsdealer. Hij kwam in het nieuws in 1976 en 1986, toen hij – omdat hij in Arnhem softdrugs had verkocht aan Duitsers – in de Bondsrepubliek Duitsland tot langdurige gevangenisstraffen werd veroordeeld.

## Biografie

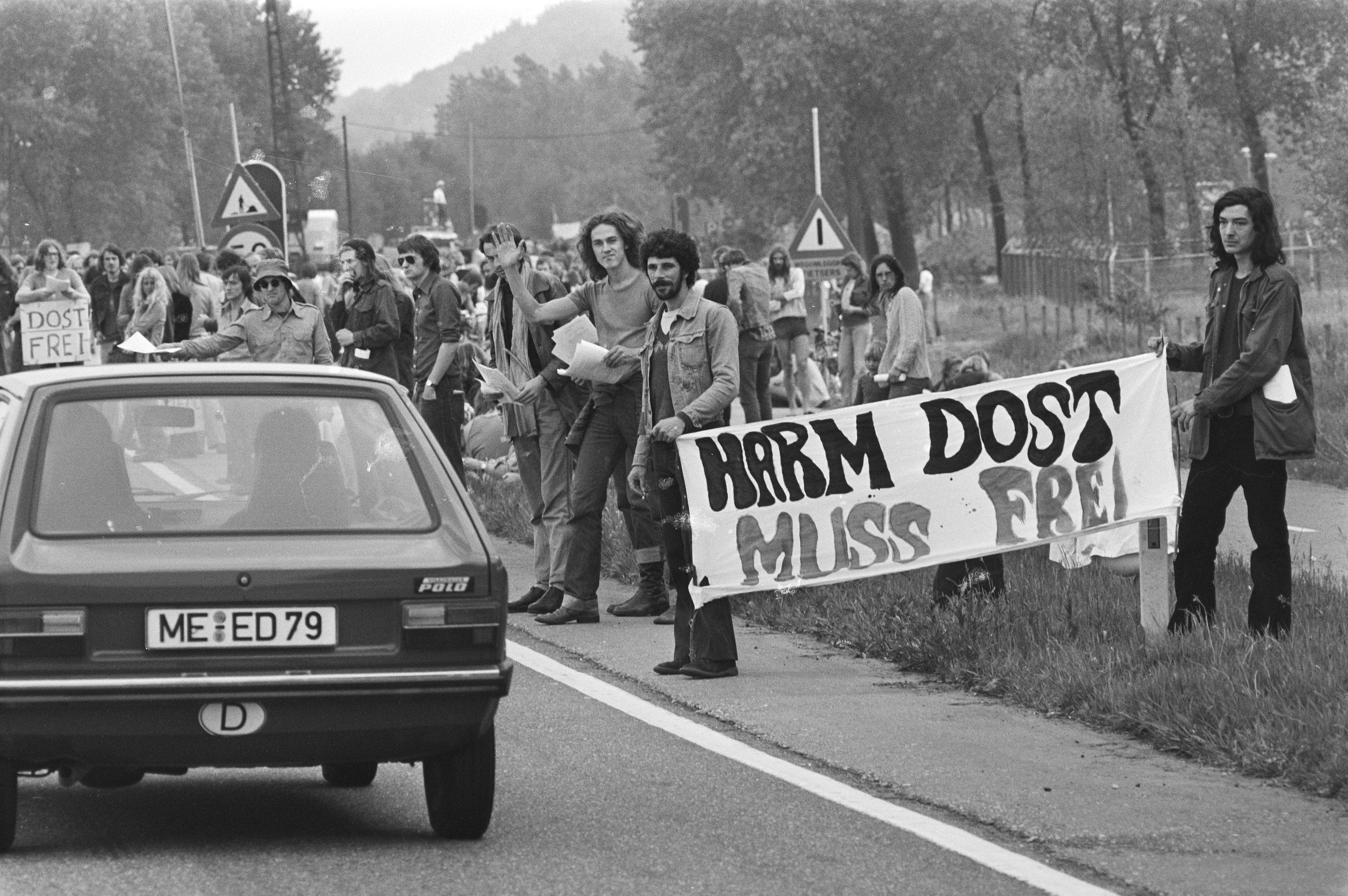
Demonstratie voor vrijlating van Dost bij grensovergang Beek op 22 mei 1976.

Dost was in de jaren zeventig de oprichter van Fools Paradise aan de Hommelseweg in Arnhem, een softdrugs-verkooppunt dat tot 2006 heeft bestaan. Hij noemde zich hulpverlener en verkocht ook aan Duitsers (als onderdeel van hun therapie), waarvoor hij in Duitsland in 1976 tijdens een bezoek als toerist gearresteerd werd en voor de rechtbank in Kleef uiteindelijk drie jaar en negen maanden cel kreeg opgelegd. De Nederlandse regering vroeg om zijn uitlevering; uiteindelijk werd hij in februari 1977 de grens overgezet, zodat hij anderhalf jaar gevangenis had uitgezeten.
In 1984 werd hij in Spanje gearresteerd, nadat Duitsland een internationaal arrestatiebevel had uitgevaardigd. In 1986 kreeg hij in Duitsland tien jaar gevangenisstraf opgelegd. In hoger beroep werd dit vonnis vernietigd omdat de Nederlandse justitie ten onrechte dossiers aan de Duitsers beschikbaar had gesteld. Uiteindelijk werd hij op 30 oktober 1987 tot één jaar en negen maanden celstraf veroordeeld. Hij kwam die dag meteen vrij omdat het voorarrest al veel langer had geduurd. 
Zijn arrestaties en gevangenschap hebben de gemoederen lang beziggehouden. Het liberale klimaat in Nederland ten opzichte van softdrugs werd door de Duitsers niet gedeeld. 
In 1986 interpelleerde senator Joop Vogt de ministers Van den Broek en Korthals Altes over de zaak Dost. Dost was uitgeleverd aan Duitsland, terwijl hij in Nederland al was veroordeeld voor drugsbezit.
Dost woonde lange tijd in Brazilië. Daar overleed hij begin februari 2022 op 74-jarige leeftijd.